# Hedera maderensis subsp. iberica
Hedera maderensis subsp. iberica é uma subespécie de planta com flor pertencente à família Araliaceae. 
A autoridade científica da subespécie é McAll., tendo sido publicada em Plantsman, n.s. 15(2): 124. 1993.

## Portugal
Trata-se de uma subespécie presente no território português, nomeadamente em Portugal Continental.
Em termos de naturalidade é endémica da Península Ibérica.

## Protecção
Não se encontra protegida por legislação portuguesa ou da Comunidade Europeia.